# Вокзал Золинген
Золингенский вокзал (нем. Solingen Hauptbahnhof) — главный железнодорожный вокзал в городе Золинген (федеральная земля Северный Рейн-Вестфалия). Вокзал расположен в городском районе Олигз и является одной из наиболее значительных железнодорожных станций на участке Вупперталь-Кёльн. По немецкой системе классификации вокзал Золингена относится к категории 2.

## История
Станция в Олигзе (Олигз был включён в состав города Золинген 1 августа 1929 года) был открыт 25 сентября 1867 года Бранденбургской железнодорожной компанией на железнодорожном участке Груйтен-Кёльн-Дойц. Первоначально станция получила имя Олигз-Вальд (нем. Ohligs-Wald). В 1890 году из названия станции убрали слово Вальд. В 1894 году был запущен в эксплуатацию железнодорожный участок Дюссельдорф-Золинген и станция Олигз стала узловой. После включения Олигза в состав города Золинген 1 августа 1929 года станция получила имя Solingen-Олигз (нем. Solingen-Ohligs).
По своему транспортному значению станция в Олигзе всегда превосходила все остальные станции в Золингене вследствие чего 10 декабря 2006 года получил своё современное название — Главный вокзал Золингена.

## Движение поездов по станции Золинген

### ICиICE
| Линия  | Маршрут |
| ------ | --- |
| ICE 42 | Дортмунд — Вупперталь — Золинген — Кёльн — Франкфурт-на-Майне — Мангейм — Штутгарт — Мюнхен                                                              |
| ICE 43 | Ганновер — Билефельд — Хамм — Дортмунд — Хаген — Вупперталь — Золинген — Кёльн — Франкфурт-на-Майне — Мангейм — Карлсруэ — Оффенбург — Фрайбург — Базель |
| IC 31  | Гамбург — Мюнстер — Дортмунд — Хаген — Вупперталь — Золинген — Кёльн — Франкфурт-на-Майне — Нюрнберг — Пассау                                            |
| IC 55  | Лейпциг — Галле — Брауншвейг — Ганновер — Билефельд — Хамм — Дортмунд — Хаген — Вупперталь — Золинген — Кёльн                                            |

### RE,RBиS-Bahn
| Линия | Название                  | Маршрут |
| ----- | ------------------------- | --- |
| RE 7  | Rhein-Münsterland-Express | Крефельд — Нойс — Кёльн — Кёльн–Мессе/Дойц — Золинген — Вупперталь — Хаген — Хамм — Мюнстер — Райне                |
| RB 47 | Der Müngstener            | Золинген — Ремшайд — Вупперталь                                                                                    |
| RB 48 | Rhein-Wupper-Bahn         | Бонн — Кёльн — Кёльн-Мессе/Дойц — Золинген — Вупперталь                                                            |
| S1    | S-Bahn Rhein-Ruhr         | Дортмунд — Бохум — Эссен — Мюльхайм-на-Руре — Дуйсбург — Аэропорт (Дюссельдорф) — Дюссельдорф — Хильден — Золинген |